# Ladon (rivier)

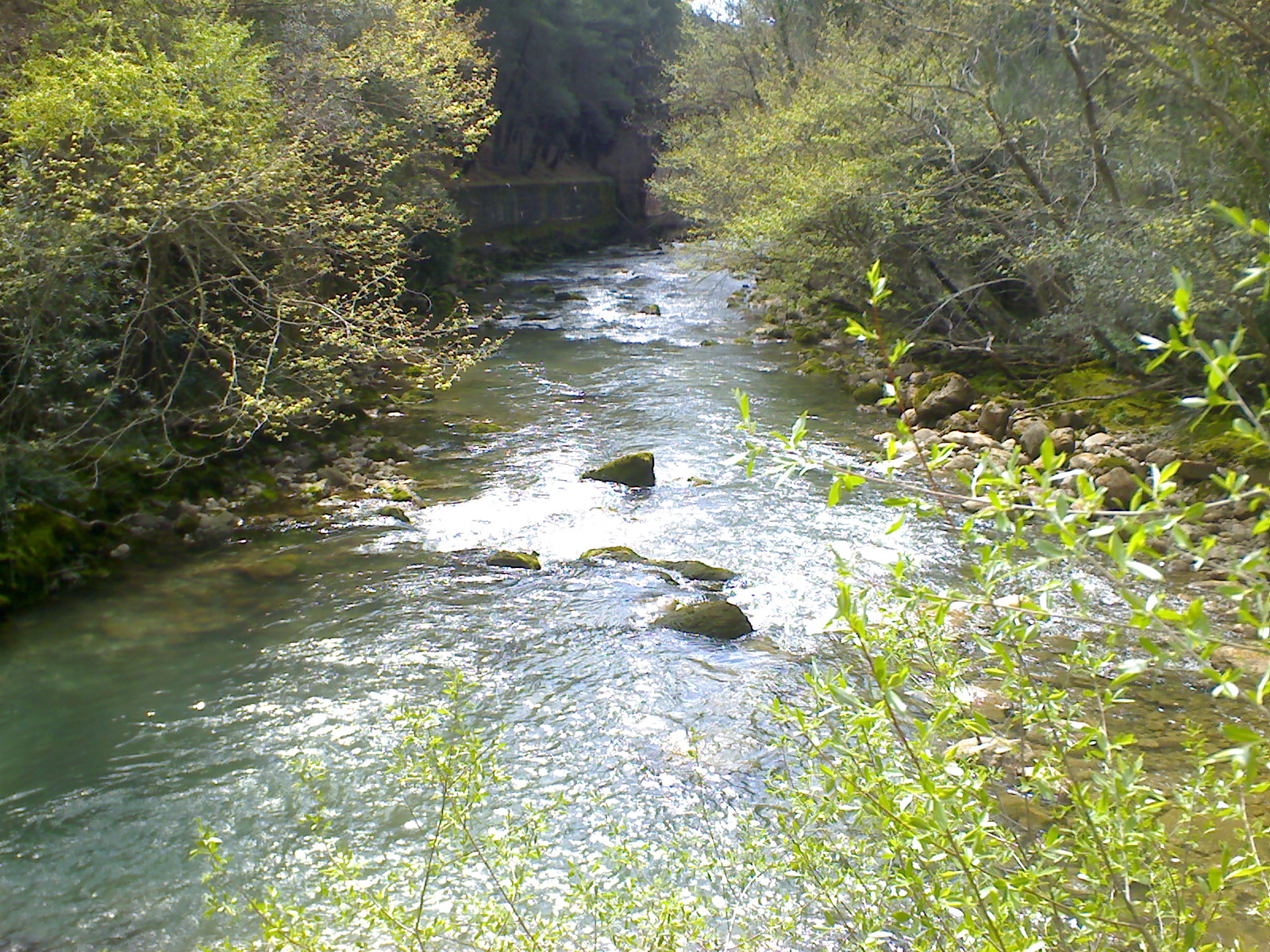
De Ladon

De Ladon (Grieks: Λάδων, Nieuwgrieks: Λάδωνας, Ládonas) is een belangrijke rivier in de Griekse nomos Arkadia (in het centrum van de Peloponnesos). Hij ontspringt op de zuidwestelijke uitlopers van de berg Kyllene in het noordoosten van Arkadia en mondt uit in de Alpheios in het westen, nabij de grens met Ilia (Elis).
Bijzonder bezienswaardig is de stuwdam, gebouwd tussen 1950 en 1955 op de plaats genaamd Pidima, op een hoogte van 420m. Hierdoor ontstond een kunstmatig meer in een ravijn van het Afrodiosios-gebergte, met een lengte van 15 km en een oppervlakte van 2430 ha, gelegen in een indrukwekkend en ongerept natuurgebied. Het stuwmeer voedt een waterkrachtcentrale, met twee Francisturbines, die elk een maximumvermogen van 35 MW leveren.

## Mythologie
Pausanias beweert dat de Ladon van alle Griekse rivieren het beste water bezat, niet alleen wegens de natuurlijke schoonheid van zijn bedding, maar ook omwille van zijn reputatie in de Griekse mythologie, waar hij in vele verhalen een essentiële rol speelt.
In Hesiodus' Theogonia lezen we dat de riviergod Ladon een zoon was van Oceanus en Tethys. Bij de waternimf Stymphalis verwekte hij drie dochters: Daphne, Thelpousa en Metope.
- Metope trouwde met riviergod Asopus (in feite een oom van haar want ook een zoon van Oceanus en Tethys) en schonk hem twee zonen, Ismenos en Pelagon, en verschillende (twaalf? / twintig?) dochters.
- Thelpousa gaf haar naam aan een historische polis in Arcadia, aan de Ladon, die reeds tot een ruïnenstad was vervallen toen Pausanias haar bezocht.
- Daphne werd door Apollo bemind, maar vluchtte weg voor zijn avances: volgens sommige bronnen onderging zij haar beroemde metamorfose tot laurierboom aan de oevers van de Ladon.

Een andere beroemde mythe die verband houdt met de Ladon is die van Pan en Syrinx. Op een gegeven moment werd Syrinx achterna gezeten door de hitsige Pan. Zij zette het op een lopen, maar strandde bij de Ladon, die haar met zijn waterloop tegenhield. Wanhopig richtte ze een gebed tot de hemel, dat werd verhoord, en ertoe leidde dat zij net op tijd veranderde in riet.